# Venezuelan Remote Sensing Satellite 1
Venezuelan Remote Sensing Satellite 1 (VRSS 1) – pierwszy wenezuelski satelita teledetekcyjny; pierwszy satelita teledetekcyjny zbudowany przez Chiny dla obcego kraju. Satelita będzie pomocny przy ochronie środowiska, monitorowaniu klęsk żywiołowych, rolnictwie i planowaniu przestrzennym. Od 2012 nosi nazwę Francisco de Miranda – na cześć wenezuelskiego rewolucjonisty.
Podobnie jak w przypadku pierwszego wenezuelskiego satelity, VENESAT 1, statek został wyprodukowany przez Chiny w ramach kompleksowej oferty, na którą składa się budowa satelity, usługa jego wyniesienia, budowa infrastruktury naziemnej, szkolenie kadr i finansowanie. Po stronie chińskiej za projekt odpowiada China Great Wall Industry Cooperation (CGWIC) i China Aerospace Science and Technology Corporation (CASC). CGWIC podpisała umowę z wenezuelskim ministerstwem nauki i technologii 26 maja 2011.
Satelita został zbudowany w oparciu o platformę CAST 2000. Start na pokładzie rakiety nośnej Chang Zheng 2D z kosmodromu Jiuquan odbył się 29 września 2012. Za zbieranie danych i ich obróbkę jest odpowiedzialna Chińska Akademia Technologii Kosmicznych (CAST). Przewidywany czas pracy satelity wynosi minimum pięć lat.
Ładunek użyteczny satelity stanowią dwie kamery CCD o wysokiej rozdzielczości (rozdzielczość 2,5 m trybie panchromatycznym oraz 10 m w trybie wielospektralnym) oraz kamery o średniej rozdzielczości (rozdzielczość 16 m).